# Eine simple Churer Zeitung
Eine simple Churer Zeitung erschien zweimal wöchentlich vom 5. Januar 1795 bis zum 6. August 1798 und kurzzeitig 1801 in Chur, der Hauptstadt des späteren Schweizer Kantons Graubünden. Wegen der damals noch geltenden Zensur musste sie neutral über das politische Geschehen berichten.